# František Ventura
František Ventura   (Vysoké Mýto, 27 d'octubre de 1895 - Praga, 2 de desembre de 1969) va ser un genet txec que va competir durant la dècada de 1920.
El 1928 va prendre part en els Jocs Olímpics d'Amsterdam, on va disputar dues proves del programa d'hípica. En el concurs de salts d'obstacles individual guanyà la medalla d'or. També disputà el concurs de salts d'obstacles per equips, muntant, en ambdues proves el cavall Eliot.